# Корнєво
Корнєво (рос. Корнево) — селище Багратіоновського району, Калінінградської області Росії. Входить до складу Погранічного сільського поселення.
Населення — 1912 осіб (2015 рік).

## Географія
Селище розташоване за 22 км від районного центру — міста Багратіоновська, 33 км від обласного центру — міста Калінінграда та 1108 км від Москви.

## Історія
Селище засноване 1290 року.
Мало назву Цинтен до 1947 року.

## Населення
За даними перепису 2010 року, у селі мешкало 1912 осіб, з них 877 (45,9 %) чоловіків та 1035 (54,1 %) жінок. Згідно з переписом 2002 року, у селі мешкало 1870 осіб, з них 887 чоловіків та 983 жінок.

## Пам'ятки
У селищі збереглися:
- Кірха Святих Николауса і Барбари.